# Working Girl (1988)
Working Girl is een Amerikaanse film uit 1988 onder regie van Mike Nichols.

## Verhaal
De secretaresse Tess McGill wil graag de sociale ladder opklimmen. Ze werkt voor de succesvolle zakenvrouw Katherine Parker, die de zakelijke inzichten van Tess hogelijk waardeert. Ze belooft Tess dat ze haar zal helpen met haar carrière. Tijdens een skivakantie breekt Katherine haar been. Op dat ogenblik komt Tess erachter dat Katherine haar ideeën steelt en er zelf goede sier mee maakt. Tess besluit tijdens de afwezigheid van Katherine haar identiteit te stelen. Ze krijgt daarbij de hulp van Jack Trainer.

## Rolverdeling
| Acteur           | Personage              |
| ---------------- | ---------------------- |
| Harrison Ford    | Jack Trainer           |
| Sigourney Weaver | Katharine Parker       |
| Melanie Griffith | Tess McGill            |
| Alec Baldwin     | Mick Dugan             |
| Joan Cusack      | Cyn                    |
| Philip Bosco     | Oren Trask             |
| Nora Dunn        | Ginny                  |
| Oliver Platt     | Lutz                   |
| James Lally      | Turkel                 |
| Kevin Spacey     | Bob Speck              |
| Olympia Dukakis  | Hoofd personeelsbeleid |
| David Duchovny   | Tess' vriend           |